# Patrulla Condenada
La Patrulla Condenada (en inglés, Doom Patrol) es un equipo de superhéroes perteneciente a la editorial DC Comics, todos ellos «marginados con unos poderes que jamás pidieron». Entre ellos reina la discordia, la desconfianza o el resentimiento, por lo que sus relaciones son tensas. Constituyen así «el reverso de la moneda de grupos como los Titanes o la Liga de la Justicia».
La Patrulla Condenada ha aparecido en diferentes encarnaciones en múltiples cómics y ha sido adaptada a otros medios. Aunque no es uno de los equipos de superhéroes más populares, nunca ha dejado de publicarse durante más de unos pocos años desde su introducción. La Patrulla Condenada es un grupo de inadaptados con superpoderes cuyos «dones» les causan alienación y traumas. Apodados los «héroes más extraños del mundo» por el editor Murray Boltinoff, la Patrulla Condenada original apareció por primera vez en My Greatest Aventure n.° 80 (abril de 1963), de manos de los guionistas Bob Haney y Arnold Drake y el dibujante Bruno Premiani, creadores del equipo. El equipo original incluía al Jefe (Niles Caulder), Robotman (Cliff Steele), Elasti-Girl (Rita Farr) y Hombre Negativo (Larry Trainor); Beast Boy (Garfield Logan) y Mento (Steve Dayton) se unieron poco después. El equipo siguió conformado por los personajes principales de My Greatest Adventure, que se retituló Doom Patrol a partir del número 86 (marzo de 1964). Fue cancelada como serie en 1968, matándoles Drake en el número final, Doom Patrol (vol. 1) n.º 121 (septiembre/octubre de 1968). La serie había desarrollado, sin embargo, unos seguidores de culto por lo que se lanzaron otras seis series posteriormente. Cada serie intentó capturar el espíritu del equipo original, pese a que el único personaje constante era Robotman.
El creador de la serie, Arnold Drake, y los fans han sospechado que Marvel Comics copió el concepto básico para crear los X-Men, que debutaron unos meses después, pero otros fans también especulan que comparten similitudes con otro equipo de superhéroes de Marvel, los 4 Fantásticos. Drake llegó a decir: «Con el paso de los años me he convencido más y más de que [Stan Lee] nos robó a sabiendas Doom Patrol para hacer X-Men. [...] Me enteré de que una gran cantidad de guionistas y dibujantes trabajaban subrepticiamente en ambas oficinas (Marvel y DC). Entonces, no es imposible que cuando presenté mi idea a la oficina [del editor de DC] Murray Boltinoff alguien haya escuchado que tenía una idea sobre un grupo de héroes reacios, con problemas y liderados por un hombre en silla de ruedas».

## Trayectoria

### Primera etapa
La Patrulla Condenada apareció en el número 80, correspondiente a junio de 1963, de My Greatest Adventure, título antológico de aventuras sobrenaturales que estaba siendo convertida a un formato de superhéroes. La tarea asignada a Arnold Drake fue crear un equipo que encajase en ambos géneros. Con su compañero el escritor Bob Haney y el dibujante Bruno Premiani creó a la Patrulla, un equipo de inadaptados con superpoderes que eran considerados como bichos raros por el mundo en general, a los que Caulder conseguiría motivar para que usasen sus poderes para luchar contra el mal. La serie fue un éxito tal que el comic-book se retituló como The Doom Patrol en su número 86.
Los miembros originales fueron:
- El Jefe (Niles Caulder); científico, líder y factotum del grupo.
- Elasti-Girl (Rita Farr); actriz capaz de aumentar y disminuir el tamaño de su cuerpo.
- El Hombre Negativo (Larry Trainor); piloto al que una extraña radiación le concedió el poder de proyectar un duplicado energético de sí mismo, muy poderoso, durante un minuto.
- Robotman (Cliff Steele); un cerebro dentro de un cuerpo robótico tras un accidente.

Posteriormente se unieron a la Patrulla:
- Mento (Steve Dayton); millonario que conseguía poderes telequinéticos gracias a un casco. Se apuntó por su interés romántico hacia Elasti-Girl, con quien se acabaría casando.
- Beast Boy (Garfield Logan); ayudante juvenil del grupo capaz de transformarse en cualquier animal, desde el número 99 al 120.[1]

Los miembros de la Patrulla Condenada a menudo se peleaban y tenían problemas personales, algo que ya era común entre los equipos de superhéroes publicados por Marvel Comics, como los Cuatro Fantásticos, pero que resultaba novedoso en la línea de DC. La galería de villanos de la Patrulla Condenada encajaba con el tono extraño y raro de la serie. Los villanos incluían al General Immortus, que buscaba la inmortalidad, al Hombre Animal-Vegetal-Mineral, que cambiaba de forma, el alienígena Gargaux, el Capitán Zahl, Mr. 103 o Arsenal, y a la Hermandad del Mal, liderada por el Cerebro, un cerebro incorpóreo que se mantiene vivo gracias a la tecnología. La Hermandad del Mal también incluía al gorila inteligente Monsieur Mallah y a Madame Rouge, a quien se le otorgaron poderes similares a los de Elongated Man, con el atributo adicional de un rostro maleable, que le permitía hacerse pasar por varias personas.
Cuando la popularidad del cómic menguó y la publicación se canceló, Drake acabó sus relatos de una manera dramática: matándolos a todos. En Doom Patrol N.º 121 (septiembre/octubre de 1968), el grupo sacrificó sus vidas para salvar un pequeño pueblo pesquero de Maine. El dibujante Bruno Premiani y el editor Murray Boltinoff aparecieron al principio y el fin de la historia, pidiéndoles a los fanes que escribieran a DC para resucitar la Patrulla Condenada, y aparecieron varios números más conteniendo reimpresiones de los que ellos consideraban sus mejores historias. A pesar de los esfuerzos de sus creadores, la Patrulla Condenada no volvió a aparecer en los siguientes nueve años.

### Segunda etapa
Esta etapa duró sólo tres números, del 94 al 96 de la colección "Showcase" (entre septiembre y noviembre de 1977), pero revela el pasado de Niles Caulder y su boda con Arani Desai Caulder. Esta mujer, tomando el nombre de Celsius, reconstituye el equipo con Robotman y dos nuevos miembros: Tempest y la Mujer Negativa.

### Tercera etapa

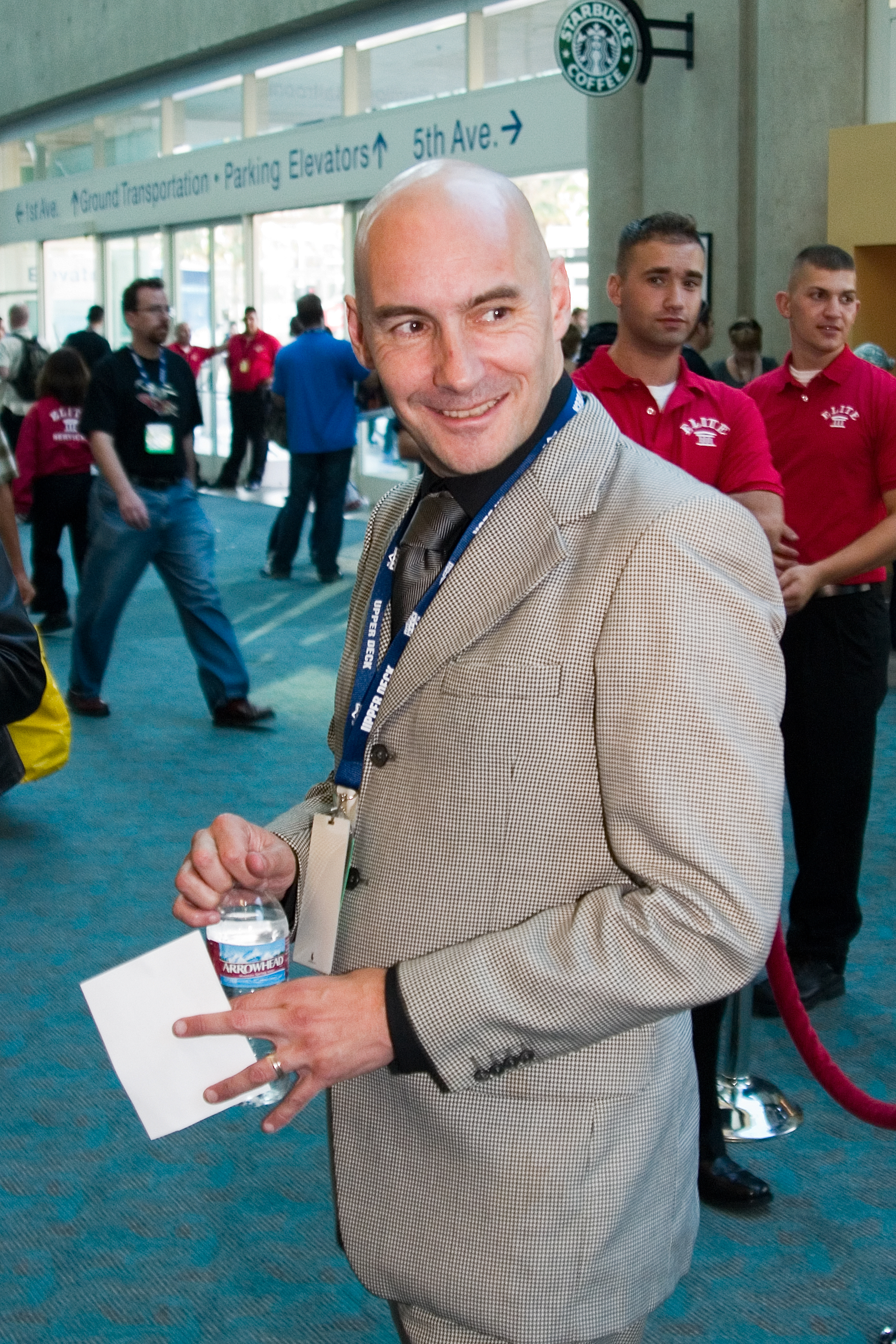
Grant Morrison se hizo cargo de la Patrulla Condenada entre 1989 y 1993.

Prolongada desde octubre de 1987 hasta febrero de 1995, atraviesa dos grandes fases, marcadas por dos guionistas diferentes: Paul Kupperberger y Grant Morrison.
Después de un "repaso histórico y biográfico" titulado "El origen de la Patrulla Condenada" realizado por Paul Kupperbeger (guion) y John Byrne (dibujo) y aparecido en "Secret Origins Annual 1" (1987), el guionista siguió publicando con Steve Lightle los números nuevos de la serie desde octubre de ese año. Arani es la catalizadora de la nueva reunión del grupo, al contactar con Robotman y enviarle a Nueva York para que traiga a Tempest y busquen juntos a su marido Niles, al que cree vivo, en Jamaica. Son atacados, sin embargo, por Kalki, padre de Arani y antiguo socio de Niles, pero logran derrotarlo y recuperar al Hombre Negativo Original, aunque sin poderes.
Con la Mujer Negativa y dos jóvenes reclutas (Lodestone y Karma), la nueva Patrulla, radicada en Kansas City y dibujada ahora por Erik Larsen, busca a El Jefe en un pueblo perdido donde parece estar poniéndose en práctica alguna de sus teorías. Encuentran, sin embargo, a un psicólogo enloquecido que mantiene un régimen de terror para dañar la imagen social de los superhéroes a través de sus pacientes disfrazados como tales.
Tras la incorporación de Scott Fisher y un exitoso rescate de Halcón en Nicaragua en el que han de enfrentarse a los Rocket Reds y al Escuadrón Suicida, han de lidiar con Schrapnel y las manifestaciones en contra de su presencia en la ciudad; los hombres de plástico de Garguax; a Metallo en un cross-over con Superman.
Dentro de esta etapa kupperberg crea a Dorothy Spinner, personaje que sería muy utilizado por el equipo artístico posterior.
Los magros resultados de la serie a finales de los 80’ provocaron la marcha de Kupperberg, quien preparó la llegada del nuevo guionista, Grant Morrison, eliminando a los personajes que éste no necesitaba aprovechando la saga ¡Invasión!. Comenzaba así una nueva época extendida entre febrero de 1989 y febrero de 1993 (# 19-63), que sería recordada como la más original y surrealista de las vividas por la Patrulla Condenada. Con Richard Case como dibujante habitual, entintadores como Scott Hanna, John Nyberg y Mark MacKenna, y Daniel Vozzo encargado del color, destacan las espectaculares e inquietantes portadas de Simon Bisley. Los primeros cuatro números configuran una transición entre el Universo DC y el personal universo de Morrison en el que el grupo se iba a mover bajo su batuta.
El profesor Caulder recompone la Patrulla con viejos y nuevos componentes para enfrentarse a la cruel y extraña secta de los Hombres Tijera, habitantes de la inexistente ciudad de Orqwith. A partir de ahí los guiones, más complejos de lo que son habituales en este tipo de historietas, se volverán crecientemente surrealistas, en ocasiones rozando el absurdo e, incluso, haciéndose casi incomprensibles. Cabe destacar la visita de la Patrulla a una mística Barcelona, utilizando la Sagrada Familia como arma definitiva contra el Apocalipsis. No obstante, más allá de sus excesos, la Patrulla Condenada de Morrison es un producto original, en ocasiones inquietante y habitualmente divertido, en el que se evidencian las inquietudes intelectuales, artísticas e, incluso, religiosas de su autor. Morrison cumplió con creces el objetivo que se marcó al asumir los mandos: hacer realidad el lema con que la Patrulla Condenada fue bautizada desde sus orígenes: «el grupo de superhéroes más extraño del mundo».
Tras la marcha de Grant Morrison se hizo cargo de la serie Rachel Pollack, ya bajo el sello Vértigo, prolongándose dos años antes de su cancelación en febrero de 1995 (# 87).
- Los miembros integrantes de esta encarnación del grupo fueron: Niles Caulder, Cliff Steele (Robotman), Kay Challis (Crazy Jane, afectada de múltiples peronalidades, cada una con un poder diferente), Rebis (fusión de tres entes: Larry Trainor, una mujer y un ser “negativo”), Joshua Clay (Tempest, retirado como superhéroe, actúa como enfermero del grupo), Dorothy Spinner (adolescente acomplejada capaz de materializar los miedos de su subconsciente), Rhea Jones (Lodestone, en coma, muta convirtiéndose en un ser no humano) y Danny La Calle (una calle “travesti” consciente y viajera que sirve como base al grupo).

- Sus principales rivales: los Hombres Tijera (una implacable secta habitante de una ciudad imaginaria); Red Jack (cruce entre Dios y Jack el Destripador); la Hermandad de Dadá con Mister Nadie a la cabeza (sembradores del absurdo y la diversión); el Culto del Libro No Escrito (invocadores del “Descreador” del Universo); el Cuadro que se Comió París (una pintura que devora a quien la mira); el Quinto Jinete (del Apocalipsis); los Hombres de N.A.D.I.E. (organismo gubernamental defensor de la “normalidad”); Mr. Jones (el hombre más "normal" del mundo); Avatar del Teléfono (monstruo escondido bajo el Pentágono que encanta las conexiones telefónicas); El Cazador de Barbas (cruzado contra el vello facial); el Enigmático Sr. Evans (¿el Diablo?), el Hacedor de Velas, Monsieur Mallah y cerebro.

- Otros personajes singulares: Willoughby Kipling (peculiar Caballero Templario, en realidad interpretación que Morrison hizo de John Constantine); Flex Mentallo (olvidado superhéroe dotado de grandes poderes cada vez que flexiona su musculatura); Harry Christmas (investigador de lo desconocido); Will Magnus (creador de los Metal Men y diseñador del cuerpo de Robotman); Hort Eismann ("Científico de lo Extraño"); Doctor Silencio (coleccionista que no puede observar su rostro, pues desaparecería); el Juez Roca (ángel de la guarda llamado Balzizras o Bal-Zodii-Zod-Rass).

### Cuarta etapa

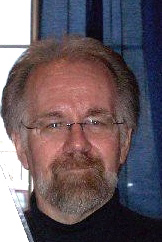
John Byrne recuperó en 2004 a la Patrulla Condenda original.

En agosto del 2004, DC lanzó una nueva serie de Doom Patrol después de que el nuevo equipo debutó en la JLA. John Byrne escribió e ilustró esta serie, con las tintas de Doug Hazlewood. Aclamado como "¡Juntos otra vez por primera vez"!, Byrne reinició la serie, eliminando la continuidad de la época de la Edad de plata.
Esto eliminó los orígenes de Chico Bestia y las numerosas apariciones importantes de la Patrulla Condenada retroactivamente, incluso la reunión de Chico Bestia y Robotman con los Jóvenes Titanes en los años ochenta y el papel importante del equipo en JLA: año uno. También molestó a varios fanes de Morrison, pero los editores de DC defendieron que la línea del equipo clásico debe apoyarse, especialmente desde que los esfuerzos por continuar la línea de tiempo actual fue infructuoso. Sin embargo, DC canceló la serie de Byrne en el número 18.
Este reinicio fue polémico y efímero. Los eventos en DC de la Crisis Infinita en los crossover vieron la restauración de la continuidad completa de la Patrulla Condenada.

### Crisis infinitayUn año después
La editorial DC usó los eventos del crossover en Crisis Infinita para restaurar la continuidad de la Patrulla Condenada. Escapando de la dimensión del paraíso ellos habían habitado desde el fin de la Crisis en Tierras Infinitas, Superboy Prime y Alejander Luthor Jr. crearon ondas temporales que se extendieron a lo largo de la realidad alterando ciertos eventos, como restaurar la vida de Jason Todd.
Mientras ayudaban los Jóvenes Titanes a luchar contra Superboy Prime, los miembros de la Patrulla Condenada tenían escenas retrospectivas de su historia original. Robotman y Niles Caulder recobraron recuerdos de los equipos anteriores Patrulla Condenada de que ellos eran una parte. Esta lucha deshizo algunos de los cambios de Superboy Prime en la línea de tiempo al parecer, y produjo una línea de tiempo que incorpora encarnaciones anteriores de toda la Patrulla Condenada, pero con Rita Farr y Larry Trainor aún vivos. El Jefe confirmó que esta Rita fue asesinada de hecho por la explosión de Zahl. El Jefe encontró su cráneo después y lo trató con proteínas sintéticas hasta que su cuerpo maleable fue re-engrandecido de él. (Teen Titans (vol. 3) N.º 36).
Steve Dayton está usando el casco de Mento de nuevo y él es mentalmente inestable; sin embargo, él recuerda su tiempo como el Crimelord. El Jefe parece estar manipulando a los miembros de la Patrulla Condenada una vez más; él les dice desear regresarlos a la normalidad, entonces "quizá un día [ellos] ya no serán unos monstruos". Después de que la Patrulla Condenada encuentra a los Titanes, el Jefe les dice que Kid Devil debe ser un miembro de la Patrulla Condenada en lugar de un Titán, desde que su apariencia y naturaleza siempre lo separará de otros. Sin embargo, Chico Bestia, Elasti-Girl y Mento todos se enfrentaron al Jefe y lo obligaron a que renunciara como el líder de la Patrulla Condenada. Parece que Mento tomó ese papel.
Otra giro es que mientras luchaban los Titanes y la Patrulla Condenada, Cerebro afirmó que él había sido el ayudante del laboratorio del Jefe, su cuerpo fue destruido en una explosión que Caulder causó y que él iba a ser Robotman.
El paradero de Nudge, Grunt y Vortex tienen que ser revelados todavía.

### Quinta etapa
El 7 de febrero de 2009 se anunció en la New York Comic Con que Keith Giffen haría un reinicio de la Patrulla Condenada. Esta etapa solo duró 22 números.

### Sexta etapa

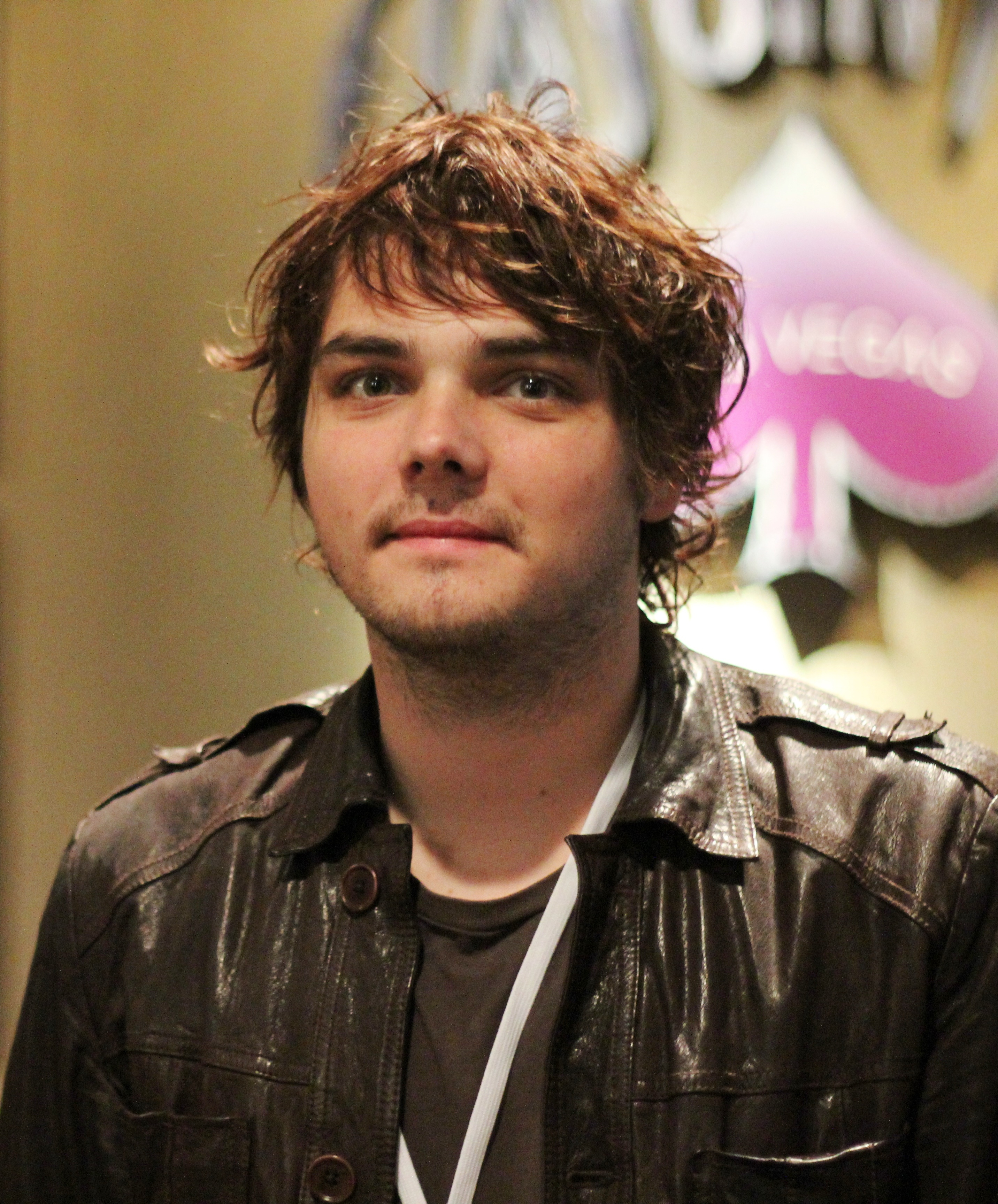
Gerard Way en la MorrisonCon de 2012.

Una nueva serie mensual de Doom Patrol inició en 2016, escrita por el historietista Gerard Way y dibujada por Nick Derington, como parte del nuevo sello editorial Young Animal. El primer número fue publicado el 14 de septiembre de 2016.

## Otras versiones

### Amalgam Comics
La Patrulla Condenada se fusiona con la Fuerza-X de Marvel Comics para conformar a la X-Patrol (Patrulla-X).

## En otros medios

### Televisión

#### Acción en vivo
- En 2018, Patrulla Condenada apareció en el cuarto episodio de la serie Titanes, la serie web inaugural de televisión en el servicio de transmisión DC Universe. El episodio, titulado "The Doom Patrol",[6] presenta a Bruno Bichir como Niles Caulder,[7] April Bowlby como Elasti-Girl,[8] Brendan Fraser como Robotman,[9] y Dwain Murphy como Hombre Negativo.[10]
- Después de la aparición del equipo en Titanes en 2018, regresó con su propia serie Doom Patrol de DC Universe en 2019.[11] Se confirmó que el grupo incluiría al menos Robotman (interpretado por Brendan Fraser),[12] Hombre Negativo (interpretado por Matt Bomer), Elasti-Woman (interpretada por April Bowlby), Crazy Jane (interpretada por Diane Guerrero), el líder Dr. Niles Caulder (interpretado por Timothy Dalton), y que se organizarían a instancias de Cyborg (Joivan Wade).[13] Además, una encarnación más antigua de Doom Patrol también aparece en la serie. Su equipo, anteriormente activo en la década de 1950, aparece en el sexto episodio e incluye a Niles Caulder, Joshua Clay, Steve Dayton, Arani Desai y Rhea Jones. En una batalla contra el Sr. Nadie, los tres últimos se vuelven locos y Joshua Clay se convierte en su cuidador, mientras que Niles abandona al grupo. El grupo actual se reunió con ellos por orden del propio Sr. Nadie.[14]

#### Animación
- En la quinta temporada de la serie animada Teen Titans, Doom Patrol aparece en el episodio de dos partes "Homecoming" (2005). La alineación consistió en Mento (Xander Berkeley), Hombre Negativo (Judge Reinhold), Robotman (Peter Onorati) y Elasti-Girl (Tara Strong). Ausente estaba el Jefe, con Mento retratado como el líder del equipo. Un flashback revela los días de Doom Patrol de Beast Boy, donde está claro que Mento y Elasti-Girl son sus figuras parentales (Robin más tarde comenta que el equipo esencialmente crio a Beast Boy). Durante el flashback, Beast Boy debe elegir entre destruir el arma del agujero negro de la Hermandad del Mal o salvar a sus compañeros de equipo. Hacer esto último le gana una reprimenda de Mento. En el presente, la Hermandad del Mal captura a Doom Patrol, a excepción de un Robotman desactivado (que fue colgado de un árbol como advertencia a los intrusos). Un dispositivo que contiene un mensaje de Mento llega a Beast Boy, lo que le permite a él y a los Teen Titans rescatar a Doom Patrol. Beast Boy se enfrenta a una elección similar a la del flashback y nuevamente elige salvar a sus amigos. Esta vez, sin embargo, la Hermandad del Mal escapa, lista para usar una nueva arma de agujero negro. Ambos equipos finalmente frustran el complot de la Hermandad, con Doom Patrol expresando orgullo por su exmiembro. Aunque Doom Patrol no hace más apariciones, la Hermandad del Mal vuelve a aparecer durante la quinta temporada en un complot para eliminar a todos los jóvenes héroes del mundo. En el episodio "Go!", Beast Boy menciona brevemente que solía estar en Doom Patrol.[15]
- Doom Patrol aparece en la segunda temporada de la serie animada Batman: The Brave and the Bold, el foco del episodio "The Last Patrol!" (2010). El equipo está compuesto por Elasti-Girl, Hombre Negativo, Robotman y Niles Caulder. La historia dice que Doom Patrol se había disuelto años antes después de no poder salvar la vida de una joven que fue tomada como rehén por el General Zahl durante su invasión de París. El equipo se ve obligado a salir de la jubilación con la ayuda de Batman después de que Zahl reúna a los villanos de Doom Patrol, Cerebro, Monsieur Mallah, el Trío Mutante (Ir, Ur y Ar), Hombre Animal-Vegatal-Mineral y Arsenal (guardaespaldas de Zahl) para matarlos. En un final que refleja el final de Drake a la serie original, los miembros de Doom Patrol finalmente sacrifican sus vidas para salvar la ciudad de Codsville mientras Batman derrota al General Zahl y los otros villanos de Doom Patrol. Después de esto, se muestra a la gente del mundo cantando sombríamente "Todos somos Doom Patrol", ya que incluso el general Zahl lloró su muerte cuando no pudo revelarlos como "fraudes" y hacer que el mundo los amara aún más. En memoria de los héroes caídos, los residentes de Codsville cambiaron el nombre de la ciudad por Cuatro héroes después de ellos.
- Doom Patrol apareció en tres de los 155 cortometrajes animados, que destacaron cualquiera de los 31 personajes de DC, producidos para DC Nation Shorts (2011–2014). Los episodios de Doom Patrol, todos en 2013, incluyeron al Jefe con la voz de Jeffrey Combs, Elasti-Girl de Kari Wahlgren, Hombre Negativo de Clancy Brown y Robotman con la voz de David Kaye. Doom Patrol lucha contra diferentes villanos, incluido el General Immortus (también con la voz de Clancy Brown).[16]
- Doom Patrol apareció en un segmento de Young Justice: Outsiders episodio 12 "Nightmare Monkeys" en el que el estilo artístico era el de Teen Titans Go! con el elenco original de Teen Titans Go! expresando a los miembros de Doom Patrol. Se les llamó apropiadamente Doom Patrol Go!. Con la excepción de Mento, se reveló que la Doom Patrol real murió durante una misión.
- Doom Patrol apareció en Teen Titans Go!.

### Película
- La Doom Patrol original tuvo un cameo en la película animada Justice League: The New Frontier.
- Variety informó el 19 de julio de 2006 que Warner Bros. había contratado a Adam Turner para escribir un guion para llevar a Doom Patrol a la pantalla grande.[17] Sin embargo, a partir de 2019, no se ha anunciado ningún director, elenco o fecha de lanzamiento. Se supone que esto se desechó a favor del espectáculo DC Universe.

## Ediciones en español
Ediciones Zinco editó en 1988 una miniserie de 16 comic books, con los primeros 16 números de la edición original incluyendo el especial de 52 páginas de su enfrentamiento con el Escuadrón Suicida, un especial de Secret Origins con el origen de la patrulla y el primer anual de la serie. Dentro de la colección Invasion! publica los números 17 y 18 de la serie original con la que finaliza la etapa de Paul Kupperberg en la colección.
También dentro de su colección DC premiere publica los primeros 6 números de la etapa de Grant Morrison que corresponden desde el 19 al 24 de la edición norteamericana.
Finalmente sacó en 6 tomos prestigio ￼desde el número 26 al 41 de la edición original.
Planeta DeAgostini reeditó la serie en 20 números entre 2005 y 2007 pero solo la etapa de Grant Morrison que va desde el número 19 al 63 de la edición original. También publicó un especial que recopilaba desde el número 1 al 5 americano de la etapa de Keith Giffen